# Oftalmologia

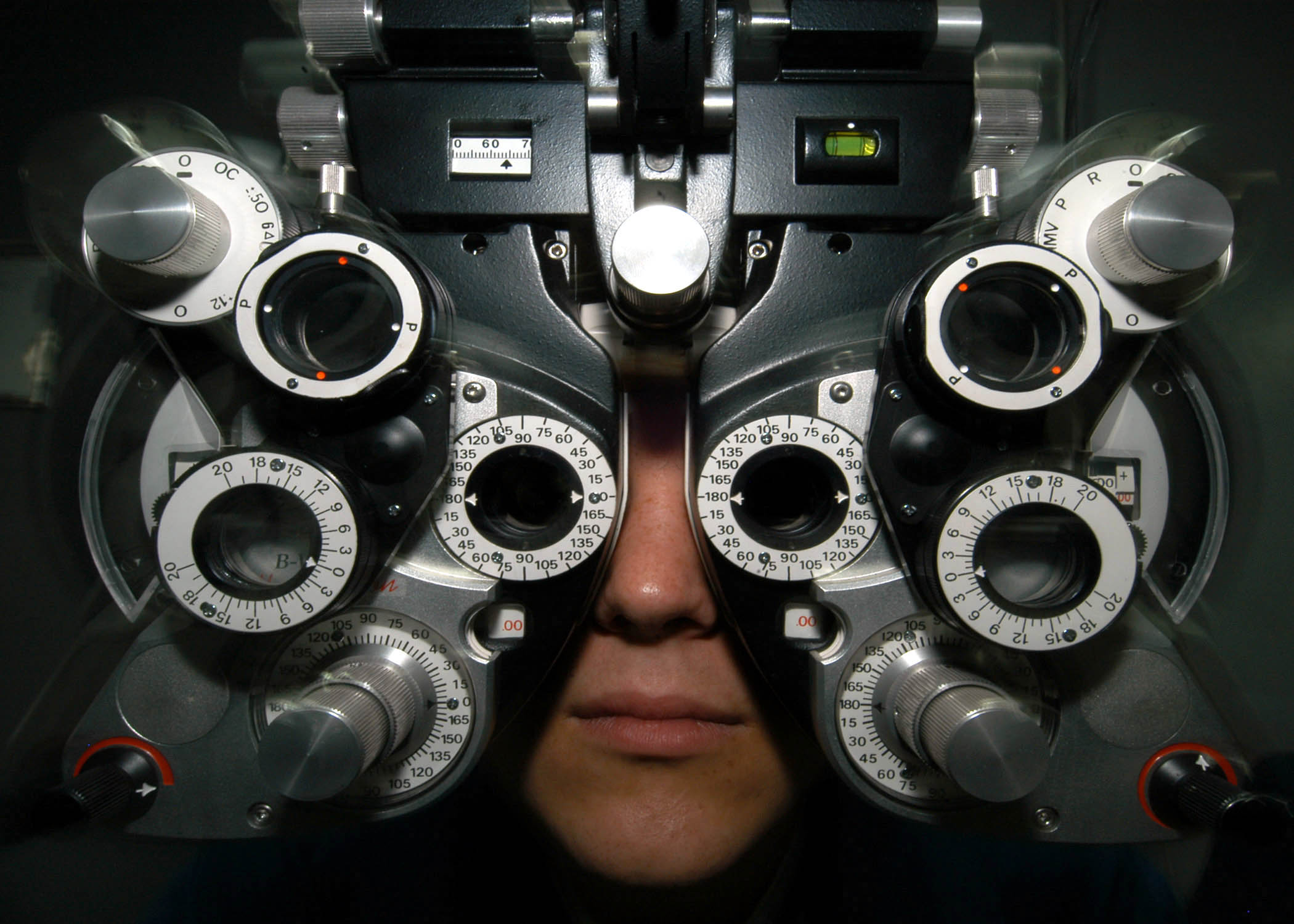
Uno strumento usato in oculistica (forottero)

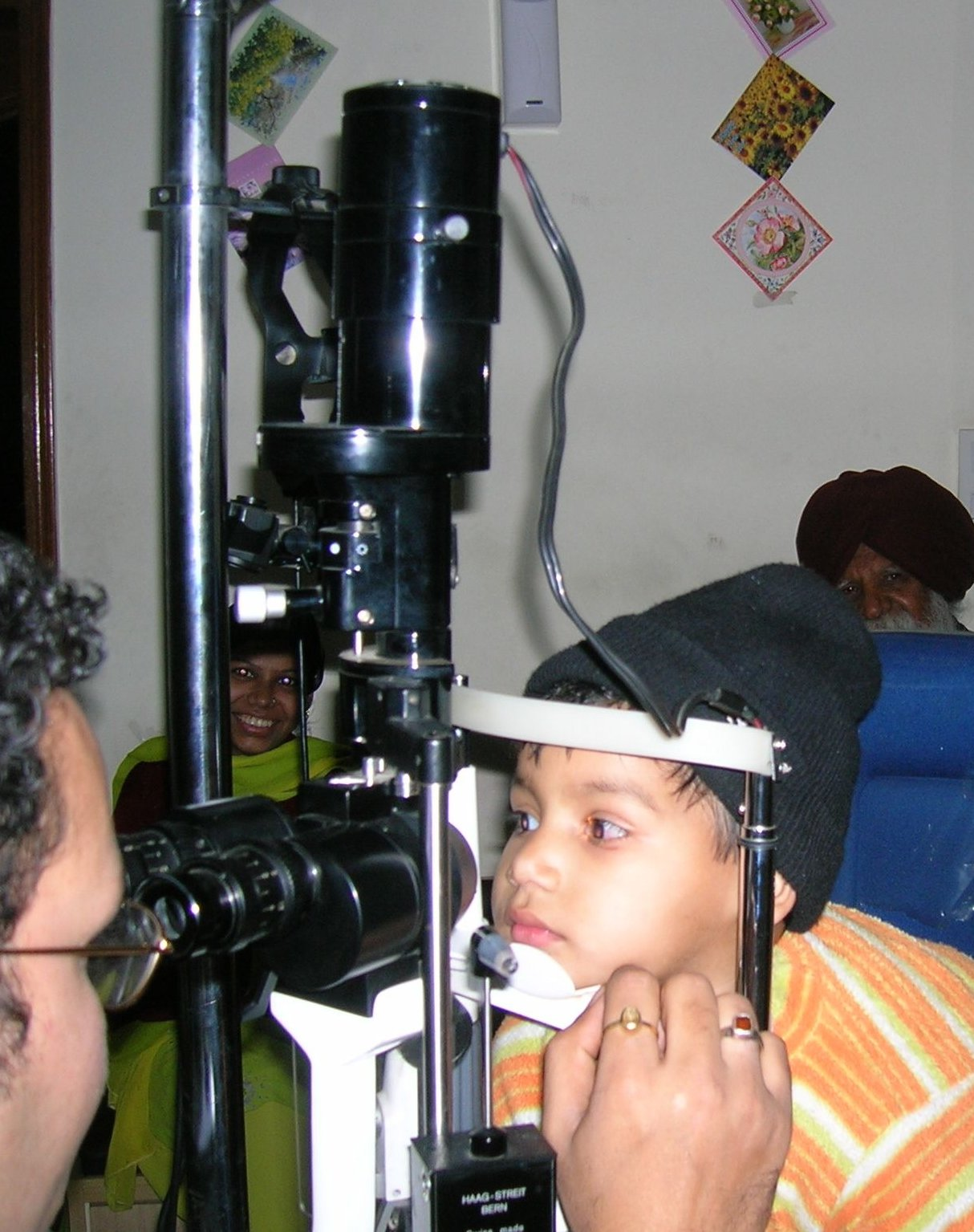
Esame degli occhi tramite una lampada a fessura in una clinica oftalmologica

L'oftalmologia, anche detta oculistica o oftalmoiatria (dal greco ὀφθαλμός, "occhio") è la branca della medicina che si occupa di prevenzione, diagnosi, riabilitazione e terapia sia medica sia chirurgica delle malattie dell'apparato visivo, ossia dell'occhio e dei suoi annessi, della correzione dei vizi refrattivi (vizi di rifrazione o ametropia) e delle patologie visive correlate. Si tratta di una delle discipline mediche e chirurgiche più antiche e viene praticata dal medico detto oculista, chiamato anche oftalmologo.

## Storia

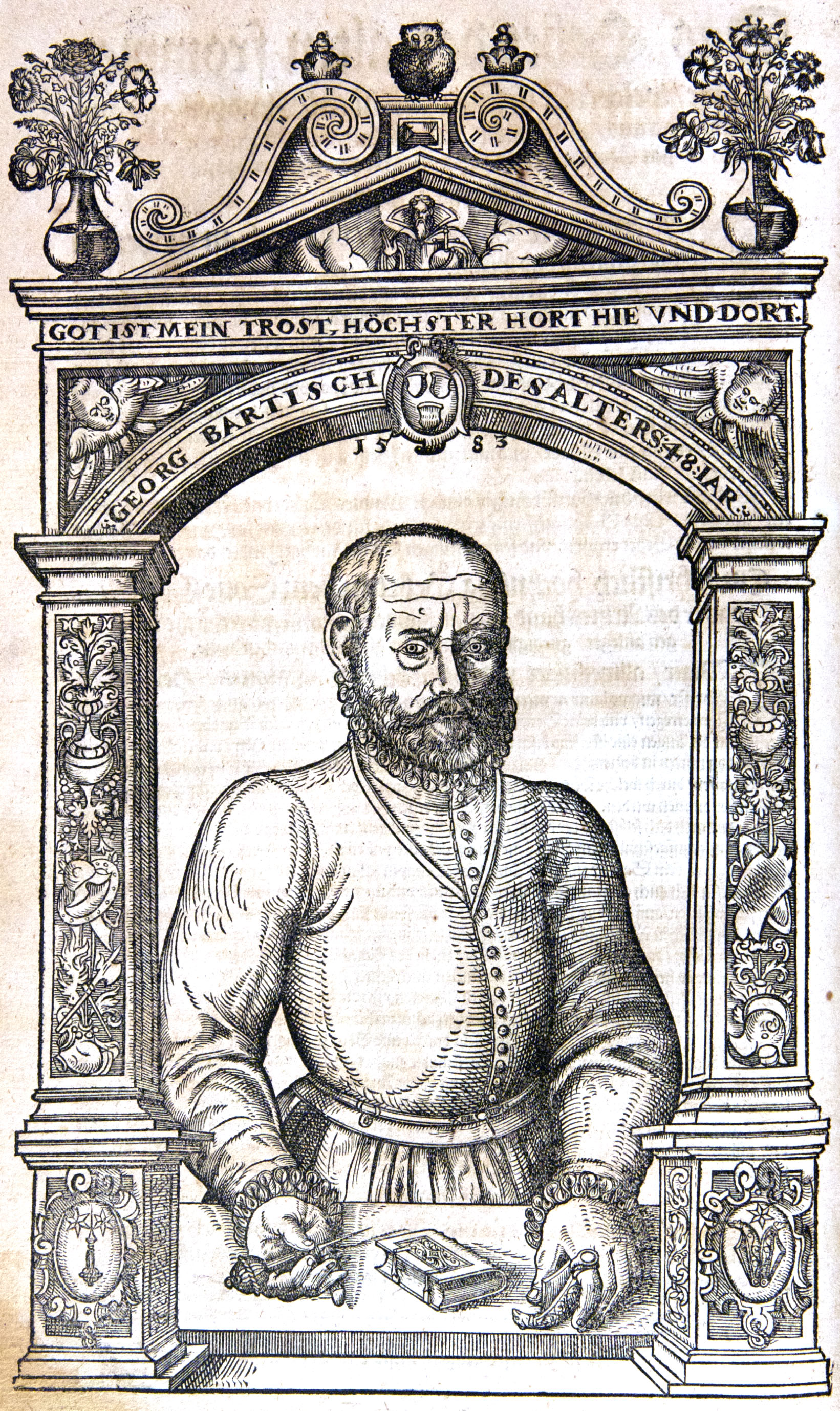
Georg Bartisch, il padre dell'oftalmologia

Già nel Codice di Hammurabi più di 3600 anni fa furono promulgate regolamentazioni per operazioni agli occhi: il medico doveva ottenere una retribuzione di 10 scicli per un'operazione con esito positivo, mentre in caso di esito negativo gli sarebbero state tagliate le mani. All'epoca ellenistica risalgono sia i primi studi accurati dell'anatomia dell'occhio (in particolare per opera di Erofilo da Calcedonia) sia le prime operazioni di rimozioni della cataratta. Nel Medioevo il compito dell'oculista venne assunto dal cosiddetto "incisore della cataratta". Grazie a un coltello speciale il cristallino opaco ("cataratta") veniva premuto all'interno dell'occhio, nella camera vitrea. Tale tecnica chirurgica, denominata ‘'depressione della cataratta'’, esponeva a frequenti complicazioni, soprattutto di ordine infettivo. Johann Sebastian Bach morì in seguito a un'operazione alla cataratta. Georg Friedrich Händel sopravvisse alla sua prima operazione, ma rimase cieco per tutta la vita.
Nel XVI secolo spicca la figura di Georg Bartisch, il padre dell'oftalmologia, autore dell'opera Ophthalmodouleia (1583). L'oculistica faceva parte inizialmente della chirurgia e si è sviluppata solo nel corso del XVIII secolo; nel XIX secolo si è affermata come materia autonoma. Il primo insegnamento di Oculistica in Italia fu affidato a Michele Troja a Napoli nel 1779; nel 1815 venne inaugurato, presso l'Università di Napoli, il primo reparto di Clinica Oculistica (Clinica Reale di Oftalmiatria), diretto dal professor Giovanni Battista Quadri. Le prime cliniche in Europa furono aperte all'inizio del XIX secolo a Erfurt e Budapest. La prima cattedra di oftalmologia fu occupata da Georg Joseph Beer (1763-1821) che nel 1818 era diventato ordinario di oculistica a Vienna. Precedentemente vi aveva aperto nel 1813 la prima clinica universitaria per malati agli occhi.
Fino al XVIII secolo l'anatomia e la modalità di funzionamento dell'occhio erano poco chiare. I principali studi sull'anatomia del bulbo oculare erano stati effettuati da Girolamo Fabrici d'Acquapendente (1537-1619), Marcello Malpighi (1627-1694) e Giovanni Battista Morgagni (1632-1723), mentre quelli più significativi sulla fisiologia della visione erano di Cartesio (1596-1650) e Thomas Young (1773-1829). Solo a partire dal XIX secolo si scoprirono particolari delle strutture oculari grazie al frequente utilizzo del microscopio e nuove conoscenze sul funzionamento dell'organo visivo, sistematicamente utilizzabili per la terapia. Nel 1800 Karl Gustav Himly coniò il termine oftalmologia; nello stesso anno Thomas Young descrisse l'astigmatismo.
I progressi più significativi nel campo della diagnosi sono stati l'invenzione dell'oftalmoscopio da parte di Hermann von Helmholtz (1821-1894) nel 1851 e del perimetro da parte di Richard Förster (1825-1902). I passi decisivi per le operazioni agli occhi sono stati il trattamento di estrazione della cataratta da parte di Albrecht von Graefe (1828-1870), che è considerato il padre dell'oculistica, e il primo trapianto di cornea (cheratoplastica) nel 1906 da parte di Eduard Zirm (1863-1944).
William Horatio Bates (1860-1931) ha scoperto un metodo alternativo per la correzione dei difetti visivi, che consiste nel rilassare la mente. Non ha tuttavia formulato una tesi scientifica a supporto della metodica.
Negli ultimi decenni sono stati aggiunti processi sempre più innovativi nella diagnosi e nella terapia che hanno migliorato la comprensione delle malattie oculari e le possibilità di trattamento. Specialmente l'esame della retina, che rappresenta l'elemento neuro-sensoriale fondamentale dell'organo visivo, ha compiuto passi notevoli (p.e. tomografia a coerenza ottica). Le malattie infiammatorie, degenerative e da agenti lesivi della superficie oculare possono essere indagate con metodiche citologiche e l'uso di coloranti vitali. Nella diagnostica del glaucoma sono state introdotte metodiche computerizzate per l'esame del campo visivo e per l'analisi delle fibre del nervo ottico (GDX, HRT, OCT). Grazie agli apparecchi topografici e agli aberrometri è possibile esaminare la curvatura e le caratteristiche ottiche della cornea. In caso di opacità delle strutture attraversate dalla luce (cataratta, emorragie, cicatrici da traumi) possono essere eseguiti esami ecografici per la valutazione dei tessuti interni del bulbo oculare.

## Malattie principali

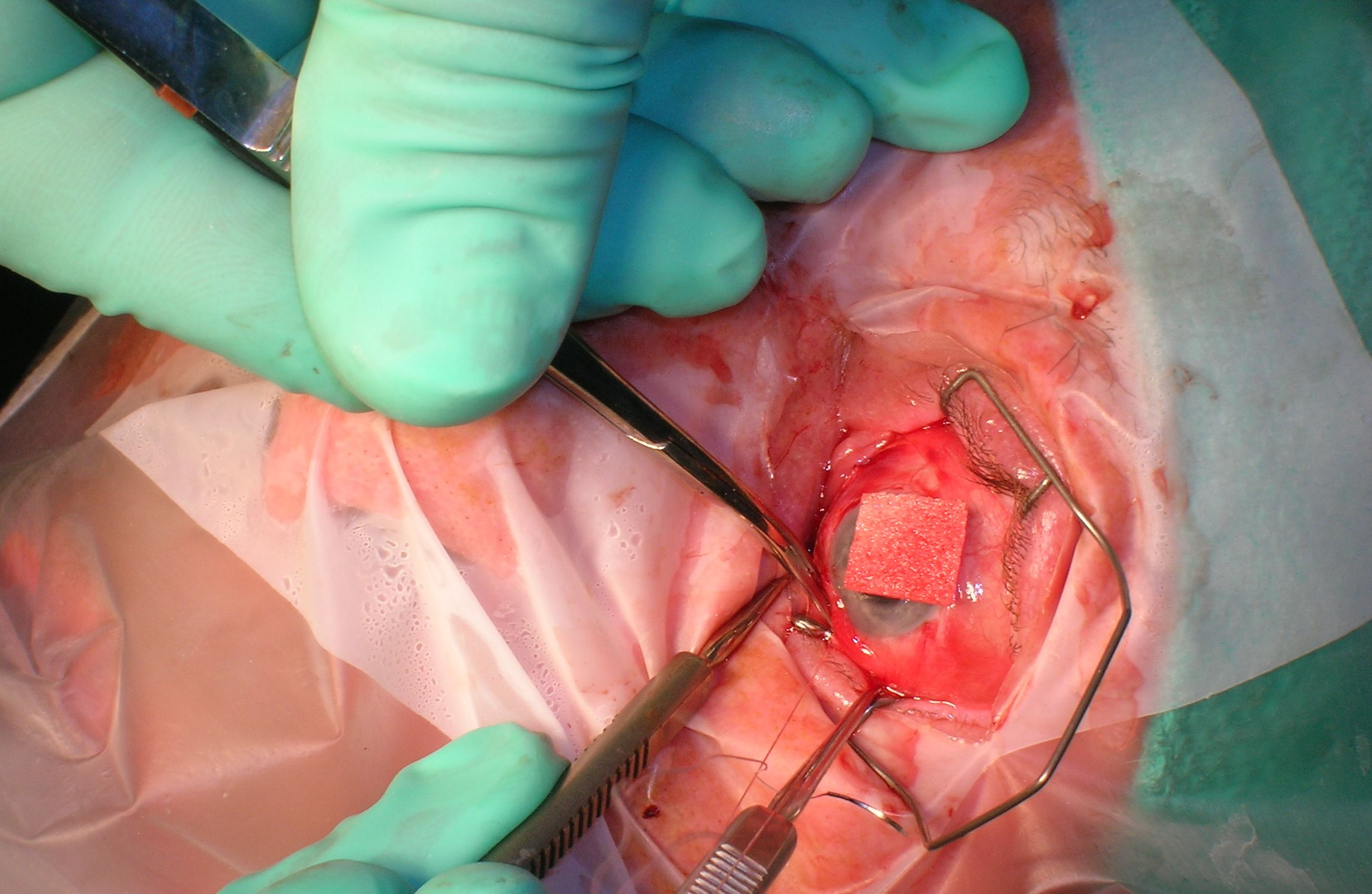
Intervento al muscolo extraoculare (qui al muscolo retto inferiore) in un paziente affetto da strabismo

L'oculistica si occupa di malattie:	
- da categorizzare:
  - glaucoma: subentra perlopiù con pressione oculare interna elevata (a rischio di cecità senza trattamento medico);
  - sindrome di Horner: tipica triade di miosi, blefaroptosi ed enoftalmo.
- della retina:
  - daltonismo
  - emeralopia
  - degenerazione maculare
  - distacco della retina
  - azoor (acute zonal occult outer retinopathy/retinopatia esterna occulta locale acuta)
  - retinite pigmentosa
  - sindrome di Aicardi: disfacimento del cervello, nel quale anche la retina è coinvolta.
  - scotoma: riduzione del campo visivo (per cui la vista risulta cancellata in alcune aree) causata da lesioni delle vie ottiche dalla retina ai centri visivi corticali.
- del corpo vitreo:
  - miodesopsia: visione di corpi mobili
  - sinchisi scintillante
  - sollevamento del corpo vitreo: noto come distacco del corpo vitreo, ha come sintomo frequente la visione di corpi mobili.
- della cornea:
  - distrofia corneale
  - infiammazione della cornea o cheratite
  - cheratocono: degenerazione corneale caratterizzata da un elevato astigmatismo irregolare che impedisce una buona visione. In casi estremi necessita del trapianto di cornea
  - xeroftalmia: rientrano sotto questo termine i quadri clinici delle dislacrimie che provocano secchezza oculare. Tipica insieme alla xerostomia della sindrome di Sjögren.
- dei vizi di rifrazione e patologie correlate:
  - misurazione dell'acuità visiva e dei vizi refrattivi e loro correzione tramite la prescrizione di lenti appropriate nella forma di occhiali, lenti a contatto o mediante chirurgia refrattiva (ad esempio correzione della curvatura della cornea tramite laser a eccimeri), oppure tramite la saldatura di particolari lenti a contatto sulla cornea tramite particolari strumenti
  - miopia
  - iperopia o ipermetropia
  - astigmatismo
  - ambliopia
  - anisometria o anisometropia
- del cristallino:
  - lussazione del cristallino
  - cataratta: perdita di trasparenza del cristallino
  - afachia: assenza del cristallino
  - presbiopia
- della motilità oculare, oftalmologia pediatrica e strabismo:
  - sindrome di Brown
  - strabismo
  - paresi abducente

- delle ciglia e della congiuntiva:
  - congiuntivite
  - congiuntivite allergica
  - congiuntivite gigantopapillare
  - congiuntivite di origine batterica
  - congiuntivite di origine virale
- malattie sistemiche che possono ripercuotersi nell'occhio:
  - arterite temporale (definita anche Morbus Horton o arterite macrocellulare). Si tratta di una vasculite che può portare alla cecità.
  - diabete mellito: può rovinare quasi tutti i tessuti nell'occhio, più frequente però è la retinopatia diabetica.
  - morbo di Graves-Basedow (ipertiroidismo su base autoimmune) che determina esoftalmo bilaterale con segni di Darlympe (retrazione della palpebra superiore) e di Graefe (ritardo della palpebra nel seguire il bulbo oculare durante lo sguardo in basso).
  - sindrome di Sjögren o sindrome sicca in cui si ha una connettivite autoimmune che determina xeroftalmia e xerostomia; può essere associata ad altre connettiviti, come il lupus.
- delle vie lacrimali:
  - occhio secco
  - occhio lacrimoso

## Organizzazione
Gli oculisti in tutti i Paesi del mondo sono organizzati in associazioni. Alcuni esempi sono la Società Oftalmologica Italiana (SOI), l'Associazione Italiana Medici Oculisti (AIMO), l'Associazione Italiana Strabismo (AIS), l'associazione sindacale dei Medici Oculisti italiani (ASMOOI), l'American Academy of Ophthalmology (AAO) e l'American Association for Pediatric Ophthalmology and Strabismus (AAPOS).